# Reshma Saujani
Reshma Saujani (Illinois, 18 novembre 1975) è un'avvocata, educatrice e politica statunitense, fondatrice dell'organizzazione tecnologica Girls Who Code. In precedenza è stata Deputy Public Advocate presso l'Ufficio del Public advocate di New York e ha perso le primarie democratiche del 2010 (19% -81%) per la Camera dei Rappresentanti degli Stati Uniti nel 14 ° distretto del Congresso di New York contro la deputata in carica Carolyn Maloney.

## Biografia
Nata nell'Illinois, ha origini indiane gujarati. Suoi genitori, prima di essere espulsi insieme ad altre persone di origine indiana nei primi anni '70 da Idi Amin, vivevano in Uganda. In seguito si stabilirono a Chicago.
Saujani ha frequentato l'Università dell'Illinois - Urbana-Champaign, dove si è laureata nel 1997 in scienze politiche e Speech Communication. Ha frequentato la John F. Kennedy School of Government presso l'Università di Harvard, dove ha conseguito un Master in Public Policy nel 1999, e la Yale Law School, dove ha ottenuto un dottorato in giurisprudenza nel 2002.
Saujani è sposata con l'imprenditore Nihal Mehta, che è stato cofondatore della startup ad tech LocalResponse e ora è partner cofondatore di Eniac Ventures, una società di venture capital in fase di avviamento. Saujani è un indù praticante. Hanno un figlio nato a febbraio 2015.

## Legale e carriera a Wall Street
Come avvocata, Saujani ha lavorato presso lo studio legale Davis Polk & Wardwell LLP, dove ha difeso casi di frode in titoli e ha gestito pro bono casi di asilo politico. Nel 2005 è entrata a far parte della società di investimento Carret Asset Management. Dopo aver lasciato Carret, il suo principale proprietario, il finanziere Hassan Nemazee, è stato condannato per reati relativi a frodi bancarie compiute nel corso di diversi anni a Carret, anche durante il periodo in cui Saujani ci lavorava; in seguito Saujani ha detto ai media che non era a conoscenza di alcun comportamento illecito nella società. Successivamente, è entrata a far parte di Blue Wave Partners Management, una filiale del Carlyle Group, la società di gestione patrimoniale alternativa globale specializzata in private equity. È stata consigliere generale associato presso Blue Wave, un hedge fund multistrategia azionario, chiuso all'indomani del crollo del mercato del 2008. Prima di candidarsi al Congresso, Saujani è stata vice consigliere generale del Fortress Investment Group. Nel 2012, Saujani ha fondato Girls Who Code, un'organizzazione senza scopo di lucro che lavora per colmare il divario di genere nella tecnologia. Secondo i documenti dell'Internal Revenue Service, nel 2015, il suo stipendio nell'organizzazione è stato di 224.913 dollari.
A settembre 2015, Reshma Saujani è stata inserita nell'elenco dei 40 Under 40 di Fortune Magazine'.

## Politica
Durante le elezioni presidenziali del 2004, Saujani ha fondato "South Asians for Kerry". Ha inoltre fatto parte del National Finance Board per Hillary Clinton durante la campagna per la presidenza di Clinton nel 2008. Dopo le primarie, è stata nominata vicepresidente della delegazione di New York alla Convention nazionale democratica del 2008 a Denver.
Saujani ha anche collaborato con l'Huffington Post e WNYC, e con le emittenti NY1, MSNBC, FOX e CNBC.
A settembre 2011, è stata nominata una degli "40 under 40" di City State, come giovane influente nella politica di New York City.

### Elezioni alla Camera del 2010
Saujani ha sfidato la rappresentante democratica in carica Carolyn Maloney alle elezioni della Camera del 2010. Il precedente lavoro di Saujani e il suo collegamento con le aziende di Wall Street sono stati visti come un ruolo che poteva minare la sua credibilità e l'accettazione da parte degli elettori democratici delle primarie. Saujani ha ottenuto il sostegno di Jack Dorsey, cofondatore e presidente di Twitter, di Randi Zuckerberg, direttrice dello sviluppo di mercato per Facebook e sorella del cofondatore di Facebook Mark Zuckerberg, di Alexis Maybank, cofondatore di Gilt Groupe e Chris Hughes, cofondatore di Facebook. Saujani ha superato Maloney con un margine di quasi 2 a 1 nell'ultimo trimestre del 2009, quando Maloney aveva cessato la raccolta fondi in seguito alla morte di suo marito, Clifton Maloney, deceduto inaspettatamente a settembre durante una spedizione di alpinismo in Himalaya. La candidatura di Saujani è stata sostenuta da importanti raccolte di fondi di politici dell'Upper East Side, Cathy Lasry, Maureen White e suo marito, il finanziere Steven Rattner.
Un sondaggio commissionato nella primavera del 2010 dalla campagna di Maloney ha mostrato Saujani in svantaggio rispetto a Maloney di oltre 68 punti. Lo stesso sondaggio ha rilevato che Maloney deteneva un punteggio maggiore dell'86%. Durante la campagna di Saujani agli elettori è stato inviato un volantino che indicava l'avversaria come una degli otto membri della Camera indagati per aver ricevuto donazioni da interessi speciali. Maloney ha vinto le primarie ricevendo l'81% dei voti contro il 19% di Saujani, vincendo le porzioni del distretto di Manhattan, Queens e Roosevelt Island su tutta la linea con margini decisivi. Saujani ha ricevuto 6.231 voti, nonostante una spesa per la campagna di 1,3 milioni di dollari spendendo più di 213 dollari per ogni voto ricevuto. La campagna di Saujani è stata la prima campagna politica ad utilizzare strumenti tecnologici come Square, Inc..

### Elezioni come Public Advocate del 2013
Saujani si è candidata per il ruolo di New York Public Advocate nel 2013, arrivando terza alle primarie democratiche. Il suo responsabile della campagna nel 2013 è stato Michael Blake, che in seguito è diventato membro dell'Assemblea dello Stato di New York, e successivamente candidato lui stesso per il seggio di Public Advocate nel 2018.
A gennaio 2013, la pagina Wikipedia di Saujani è stata pesantemente modificata per rimuovere le informazioni che riguardavano il lavoro di Saujani per società di Wall Street come gli hedge fund. Gli organizzatori della campagna lo ha ammesso, dichiarando di averlo fatto perché non erano d'accordo con i fatti dichiarati.

### Ragazze in informatica
Saujani ha lavorato con il senatore del Nevada, Jacky Rosen, alla stesura di leggi per incoraggiare gli stati legislativi a segnalare i dati sulla loro diversità di genere nella tecnologia. Questo è uno sforzo per contribuire a colmare il divario di genere nella tecnologia. Saujani è stata protagonista della sessione di apertura della Conferenza dell'American Library Association 2017, parlando a sostegno dei programmi rivolti alle ragazze che di orientano verso la professione informatiche. È la fondatrice di Girls Who Code.

## Opere
- Women Who Don't Wait in Line: Break the Mold, Lead the Way, pubblicato da Houghton Mifflin Harcourt nel 2013
- Girls Who Code: Learn to Code and Change the World, pubblicato da Viking nell'agosto 2017, and Brave, Not Perfect: Fear Less, Fail More e Live Bolder nel 2018.